# Gioiello Orsini
Gioiello Orsini (Pisa, 16 marzo 1922 – 5 giugno 1983) è stato un politico italiano e presidente della Provincia di Pisa dal 1975 al 1980.

## Biografia

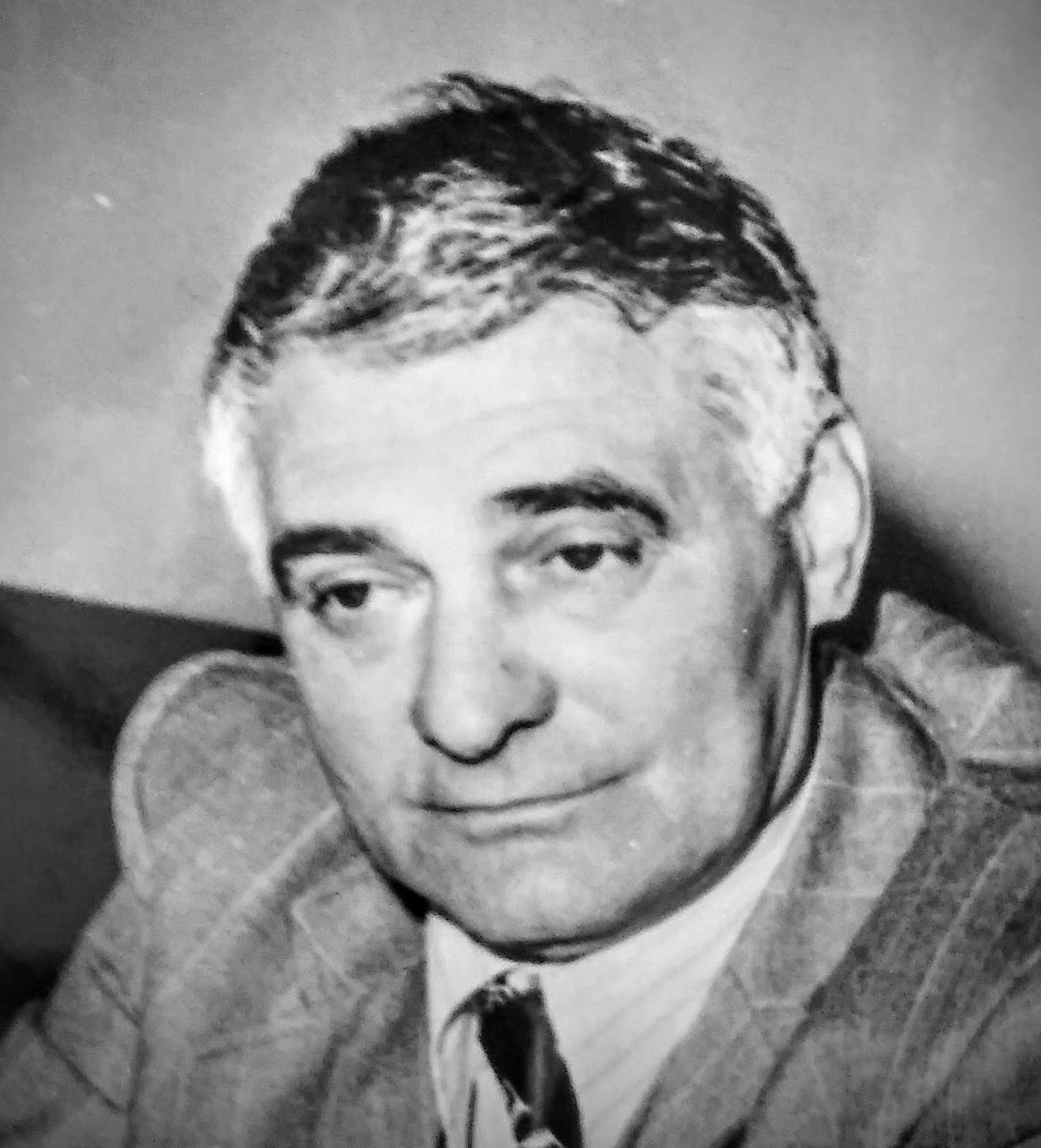
Gioiello Orsini, sindaco di Vecchiano negli anni '60 e presidente della provincia di Pisa negli anni '70

Socialista, è stato sindaco di Vecchiano dal 1960 al 1970, assessore provinciale a Pisa e presidente della Provincia di Pisa dal 1976 al 1980. Membro del direttivo nazionale del PSI, è stato anche primo presidente del Parco Naturale di Migliarino e presidente del Co.re.co (Comitato regionale di controllo).
Morì il 5 giugno 1983 all'età di 61 anni.